# 3C Gruppe
L'equip 3C Gruppe (codi UCI: 3CG), conegut anteriorment com a Team Lamonta, va ser un equip ciclista alemany, de ciclisme en ruta que va competir professionalment entre 2002 i 2008. A partir de 2005 va tenir categoria continental

## Principals resultats
- Gran Premi de la vila de Zottegem: David Kopp (2004)
- Druivenkoers Overijse: Stefan Schumacher (2004), Domenik Klemme (2008)
- Volta a Renània-Palatinat: Björn Glasner (2005)
- Tour de Drenthe: Marcel Sieberg (2005)
- Neuseen Classics: Danilo Hondo (2006)
- Gran Premi de Lillers: Domenik Klemme (2008)

### A les grans voltes
- Giro d'Itàlia
  - 0 participacions
- Tour de França
  - 0 participacions
- Volta a Espanya
  - 0 participacions

## Classificacions UCI
Fins al 1998 els equips ciclistes es trobaven classificats dins l'UCI en una única categoria. El 1999 la classificació UCI per equips es dividí entre GSI, GSII i GSIII. D'acord amb aquesta classificació els Grups Esportius I són la primera categoria dels equips ciclistes professionals. La següent classificació estableix la posició de l'equip en finalitzar la temporada.
| Temporada | Classificació per equips | Millor ciclista en la classificació individual |
| --------- | ------------------------ | ---------------------------------------------- |
| 2003      | 16è (GSIII)              | Björn Glasner (354è)                           |
| 2004      | 1r (GSIII)               | Stefan Schumacher (140è)                       |

A partir de 2005 l'equip participa en les proves dels circuits continentals i principalment en les curses del calendari de l'UCI Europa Tour.
UCI Àfrica Tour
| Temporada | Classificació per equips | Millor ciclista en la classificació individual |
| --------- | ------------------------ | ---------------------------------------------- |
| 2005      | 7è                       | Björn Papstein (27è)                           |
| 2006      | 10è                      | Stefan Heiny (143è)                            |
| 2007      | 5è                       | Erik Hoffmann (30è)                            |

UCI Amèrica Tour
| Temporada | Classificació per equips | Millor ciclista en la classificació individual |
| --------- | ------------------------ | ---------------------------------------------- |
| 2008      | 33è                      | Matthias Friedemann (232è)                     |

UCI Àsia Tour
| Temporada | Classificació per equips | Millor ciclista en la classificació individual |
| --------- | ------------------------ | ---------------------------------------------- |
| 2005      | 20è                      | Marcel Sieberg (45è)                           |
| 2006      | 23è                      | Soren Petersen (141è)                          |
| 2008      | 48è                      | Björn Papstein (145è)                          |

UCI Europa Tour
| Temporada | Classificació per equips | Millor ciclista en la classificació individual |
| --------- | ------------------------ | ---------------------------------------------- |
| 2005      | 24è                      | Marcel Sieberg (56è)                           |
| 2006      | 17è                      | Danilo Hondo (2n)                              |
| 2007      | 43è                      | Matthias Friedemann (204è)                     |
| 2008      | 29è                      | Domenik Klemme (50è)                           |

UCI Oceania Tour
| Temporada | Classificació per equips | Millor ciclista en la classificació individual |
| --------- | ------------------------ | ---------------------------------------------- |
| 2007      | 16è                      | Tobias Erler (29è)                             |